# Herman Tømmeraas
 (mai 2018).
Herman Tømmeraas est un acteur, chanteur et danseur norvégien né le 2 avril 1997. Il est essentiellement connu pour son rôle de Christoffer Schistad (Penetrator Chris) dans la série norvégienne Skam diffusée sur NRK P3.
Il a également tourné dans le clip de la chanson Such a Boy de Astrid S.
Il a joué dans Arkitektene en 2008, dans Stikk en 2011 et dans la série Semester en 2018.

## Filmographie

### Cinéma

#### Courts métrages
- 2008 : Arkitektene de Viljar Osland : Kristian

#### Séries télévisées
- 2011 : Stikk (6 épisodes)
- 2015-2017 : Skam : Christoffer « Penetrator Chris » Schistad (22 épisodes)
- 2018: Null : Erling (1 épisode)
- 2018 - 2019 : Semester : Erling (10 épisodes)
- 2020-2023 : Ragnarök : Fjor